# Autostrade in Ungheria

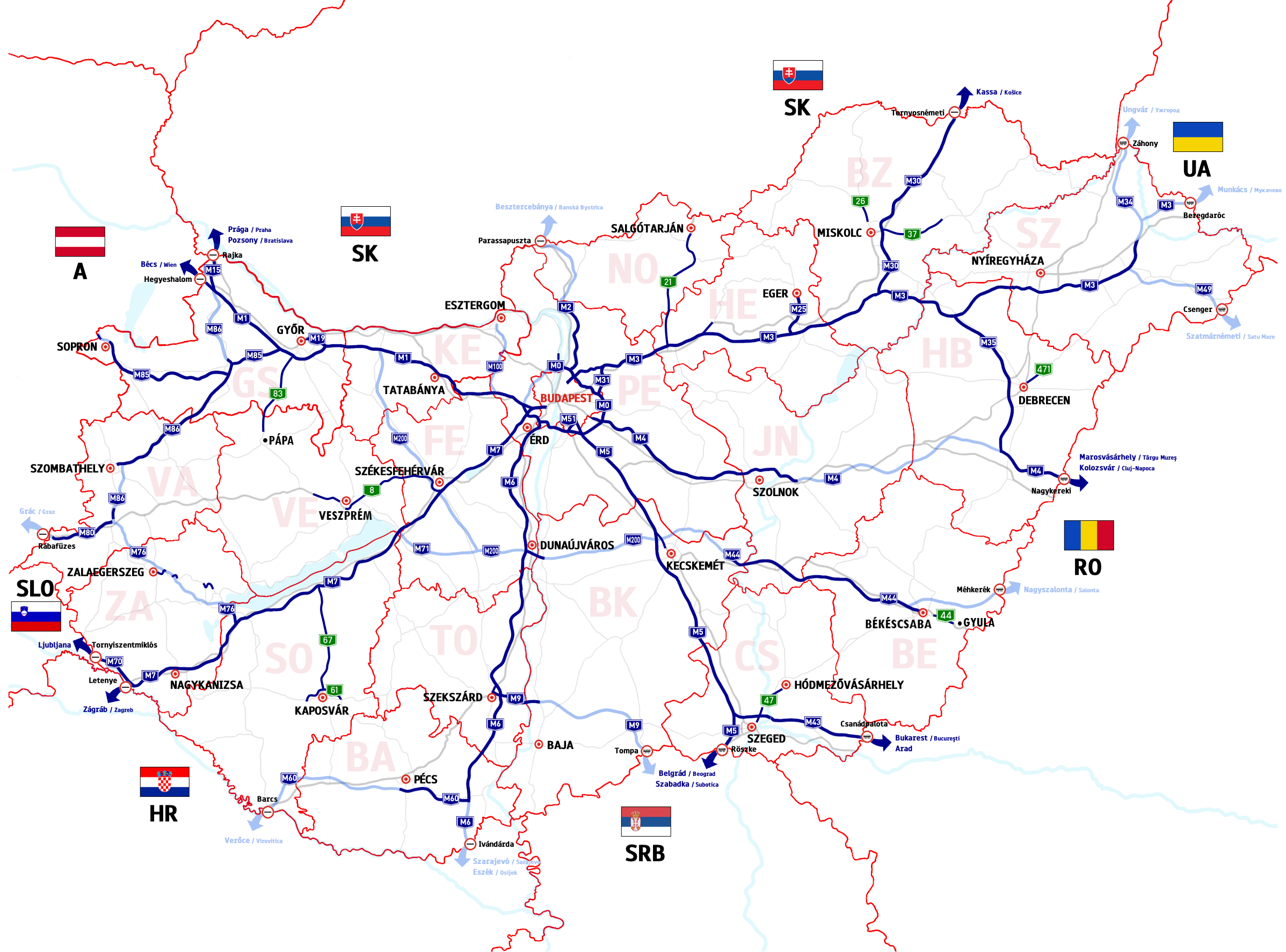
Esistente (blu), in costruzione (celeste) e programmata (grigio) della rete autostradale ungherese del 2024

Le autostrade in Ungheria sono composte da dodici autostrade, la prima delle quali, la M1, fu aperta al traffico nel 1967.
Diversi sono i lavori in corso per estendere la rete.

## Numerazione
Le autostrade principali hanno il numero che è uguale a quella della strada statale corrispondente, mentre le diramazioni hanno un numero di due cifre la prima delle quali corrisponde a quello dell'autostrada principale.

## Autostrade
| M1-es autópálya  | Budapest - Győr - Austria in direzione Vienna                                        |
| M15-ös autópálya | Collega la M1 al confine slovacco in direzione Bratislava                            |
| M3-as autópálya  | Budapest - Nyíregyháza-Vásárosnamény (in progetto verso l'Ucraina)                   |
| M30-as autópálya | Collega la M3 a Miskolc - Slovacchia in direzione Košice                             |
| M31-es autópálya | Diramazione M0 - M3                                                                  |
| M35-ös autópálya | M3 - Debrecen - M4                                                                   |
| M4-es autópálya  | (superstrade: Budapest - Szolnok - Püspökladány -) M35 - Romania in direzione Oradea |
| M43-as autópálya | Collega la M5 a Seghedino - Romania in direzione Arad                                |
| M5-ös autópálya  | Budapest - Seghedino – Serbia in direzione Belgrado                                  |
| M6-os autópálya  | Budapest - Bóly (in progetto verso Croazia)                                          |
| M60-as autópálya | Collega la M6 a Pécs                                                                 |
| M7-es autópálya  | Budapest - Székesfehérvár - Croazia in direzione Zagabria                            |
| M70-es autópálya | Collega la M7 al confine sloveno in direzione Maribor                                |

## Superstrade
| M0-s autóút   | Tangenziale di Budapest                                                          |
| M19-es autóút | Collega la M1 in direzione di Győr                                               |
| M2-es autóút  | Budapest - Vác (in progetto verso la Slovacchia)                                 |
| M25-ös autóút | Collega la M3 in direzione di Eger                                               |
| M4-es autóút  | Budapest - Szolnok - Püspökladány - (autostrade: M35 - Romania direzione Oradea) |
| M44-es autóút | M8 - Békéscsaba (in progetto verso M8 e Tiszakürt)                               |
| M51-es autóút | Diramazione M0 - M5                                                              |
| M85-ös autóút | Collega la M1 a Győr - Sopron in direzione Vienna                                |
| M86-os autóút | Csorna - Szombathely confine sloveno in direzione Maribor                        |
| M9-es autóút  | In progetto: Sopron - Nagykanizsa-Kaposvár - Szekszárd - Hajós - Seghedino       |

## Costruzioni e progetto

### In costruzione
| M76 | Hollád (M7) - Balatonszentgyörgy           | 2020 |
| M85 | Csorna - Fertőrákos                        |      |
| M44 | Kondoros - Békéscsaba                      |      |
| M80 | Körmend - Szentgotthárd                    | 2021 |
| M30 | Miskolc - Tornyosnémeti                    |      |
| M44 | Lakitelek - Tiszakürt                      |      |
| M4  | Abony-kelet - Törökszentmiklós-nyugat      | 2022 |
| M76 | Balatonszentgyörgy - Keszthely-Fenékpuszta |      |
| M83 | Győr (M1) - Pápa                           | 2023 |
| M44 | Lakitelek - Szentkirály                    | 2024 |
| M85 | Sopron - Austria                           |      |

### In progetto
| M60  | Pécs - Croazia                                                            |           |
| M76  | Keszthely-Fenékpuszta - Zalaegerszeg                                      | 2020-2022 |
| M34  | Vásárosnamény (M3) - Záhony                                               |           |
| M8   | Balatonvilágos (M7) - Dunaújváros (M6) - Kecskemét (M5) - Nagykőrös (M44) | 2023-?    |
| M2   | Vác - Slovacchia                                                          |           |
| M100 | Bicske (M1) - Esztergom                                                   |           |
| M3   | Vásárosnemény - Ucraina                                                   |           |
| M49  | M3 - Romania                                                              |           |
| M8   | Nagykőrös (M44) - Szolnok (M4)                                            |           |
| M86  | Szombathely - Körmend (M80)                                               |           |
| M87  | Sombatehely - Austria                                                     |           |

## Pedaggio
Per le autostrade non esiste più un bollino da applicare sul parabrezza, ma si acquista un bollino virtuale che viene collegato telematicamente alla targa del veicolo. Sono disponibili abbonamenti a pagamento per 10 giorni, 1 mese e 1 anno.

## Segnaletica stradale
Lungo le autostrade lo sfondo della segnaletica stradale è verde, mentre lungo le superstrade è blu. All'inizio delle autostrade e delle superstrade sono presenti rispettivamente i seguenti segnali:

Il simbolo delle autostrade
Il simbolo delle superstrade